# Tapirus polkensis
Tapirus polkensis, el tapir pigmeo, es un pequeño tapir prehistórico que vivió en América del Norte desde el Mioceno superior hasta el Plioceno inferior hace entre 15,97-4,9 millones de años aproximadamente.
T. polkensis pudo vivir en pantanos, donde habría sido presa de los antepasados del cocodrilo moderno americano. T. polkensis tenía un peso estimado alrededor de los 125 kg (275,6 lb), por lo que es más pequeño que cualquier tapir existente, salvo el recién descubierto Tapirus kabomani, que pesaba 110 kg (242,5 lb).